# Typton nanus
Typton nanus är en kräftdjursart som beskrevs av Bruce 1987. Typton nanus ingår i släktet Typton och familjen Palaemonidae. Inga underarter finns listade i Catalogue of Life.